# 52270 Noamchomsky
52270 Noamchomsky è un asteroide della fascia principale. Scoperto nel 1988, presenta un'orbita caratterizzata da un semiasse maggiore pari a 2,4329869 UA e da un'eccentricità di 0,0880160, inclinata di 5,44820° rispetto all'eclittica.
L'asteroide è dedicato al filosofo statunitense Noam Chomsky .